# Schena Editore
La Schena Editore è una casa editrice italiana.

## Storia
Fondata nel 1947 a Fasano da Nunzio Schena con il nome di Arti Grafiche Nunzio Schena (poi Grafischena), cominciò la sua produzione editoriale verso la fine degli anni 1950 nella centrale Via Egnazia. Nel 1972 il trasferimento in una sede più ampia nei pressi della Stazione ferroviaria e l'assunzione del nome attuale segnarono l'inizio di una più intensa attività tipografica. Nel 1998 la Casa Editrice ha istituito il Premio Nazionale di Narrativa “Valerio Gentile”, destinato a giovani scrittori.
Per il suo lavoro di promozione della cultura letteraria Nunzio Schena è stato insignito della laurea honoris causa in lettere dall'Università di Pavia (1983), dell'onorificenza di Chevalier dans l'Ordre des Arts et des Lettres dal governo francese (1985), del titolo di Ufficiale dell'Ordine al merito della Repubblica Italiana (1988) e della medaglia di bronzo ai benemeriti della cultura e dell'arte (1991) dal governo italiano. Ha inoltre ricevuto numerosi riconoscimenti locali.

## Opere pubblicate
Il catalogo conta oggi oltre 2000 testi, divisi in 16 collane. Tra gli autori pubblicati vi sono Franco Cardini, Vittorio Catani, Jules Laforgue, Joseph Tusiani, Giuseppe De Nittis, Carlo Levi, San Pio da Pietrelcina, Riccardo Aragno (giornalista de la Stampa e sceneggiatore per Stanley Kubrick e Peter Sellers). Gli argomenti trattati comprendono: saggistica locale ed accademica, narrativa, poesia, religione, filosofia, medicina, diritto e gastronomia.
Numerosi titoli della collana Biblioteca della Ricerca fondata e diretta da Giovanni Dotoli sono coediti con istituzioni e società editrici universitarie italiane e francesi, tra cui: Presses de l'Université de Paris-Sorbonne, Università La Sapienza di Roma, Università di Pavia, Facoltà di Lingue e Letterature Straniere dell'Università degli Studi di Urbino, Alfred-Gérard Nizet Éditeur (Parigi), Didier Érudition (Parigi), Alain Baudry & Cie Éditeur (Parigi).